# Salsomaggiore Terme
Salsomaggiore Terme is een gemeente in de Italiaanse provincie Parma (regio Emilia-Romagna) en telt 19.328 inwoners (31-12-2004). De oppervlakte bedraagt 81,7 km², de bevolkingsdichtheid is 221 inwoners per km².
De volgende frazioni maken deel uit van de gemeente: Vedi elenco.

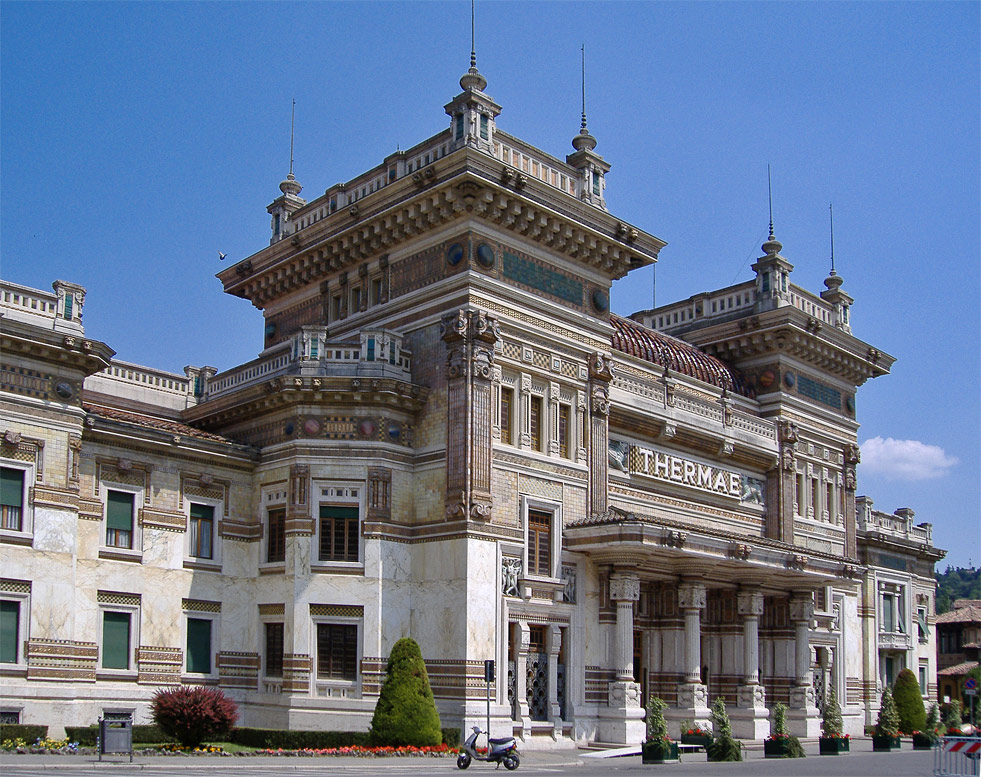
Thermen van Berzieri
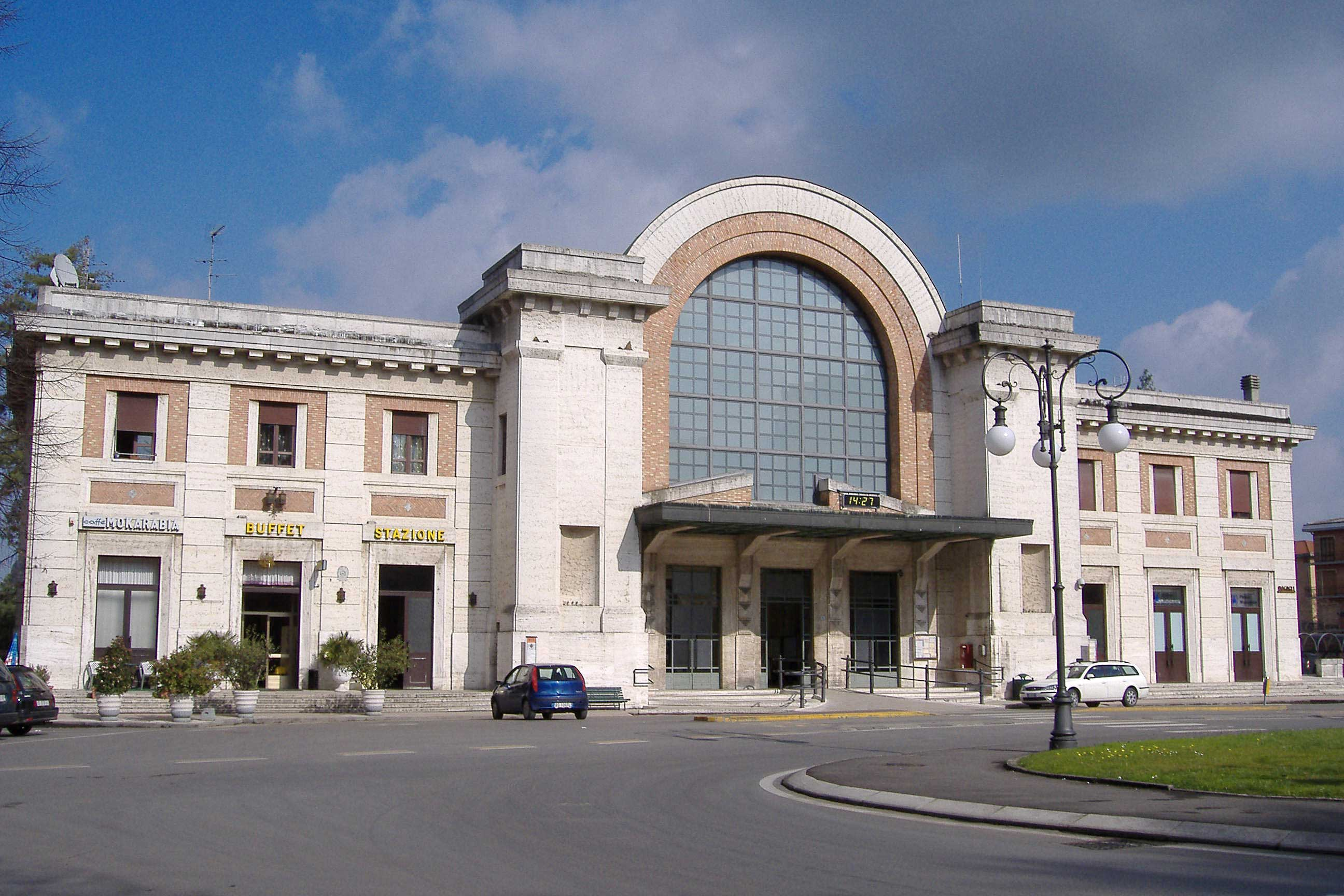
Station Salsomaggiore
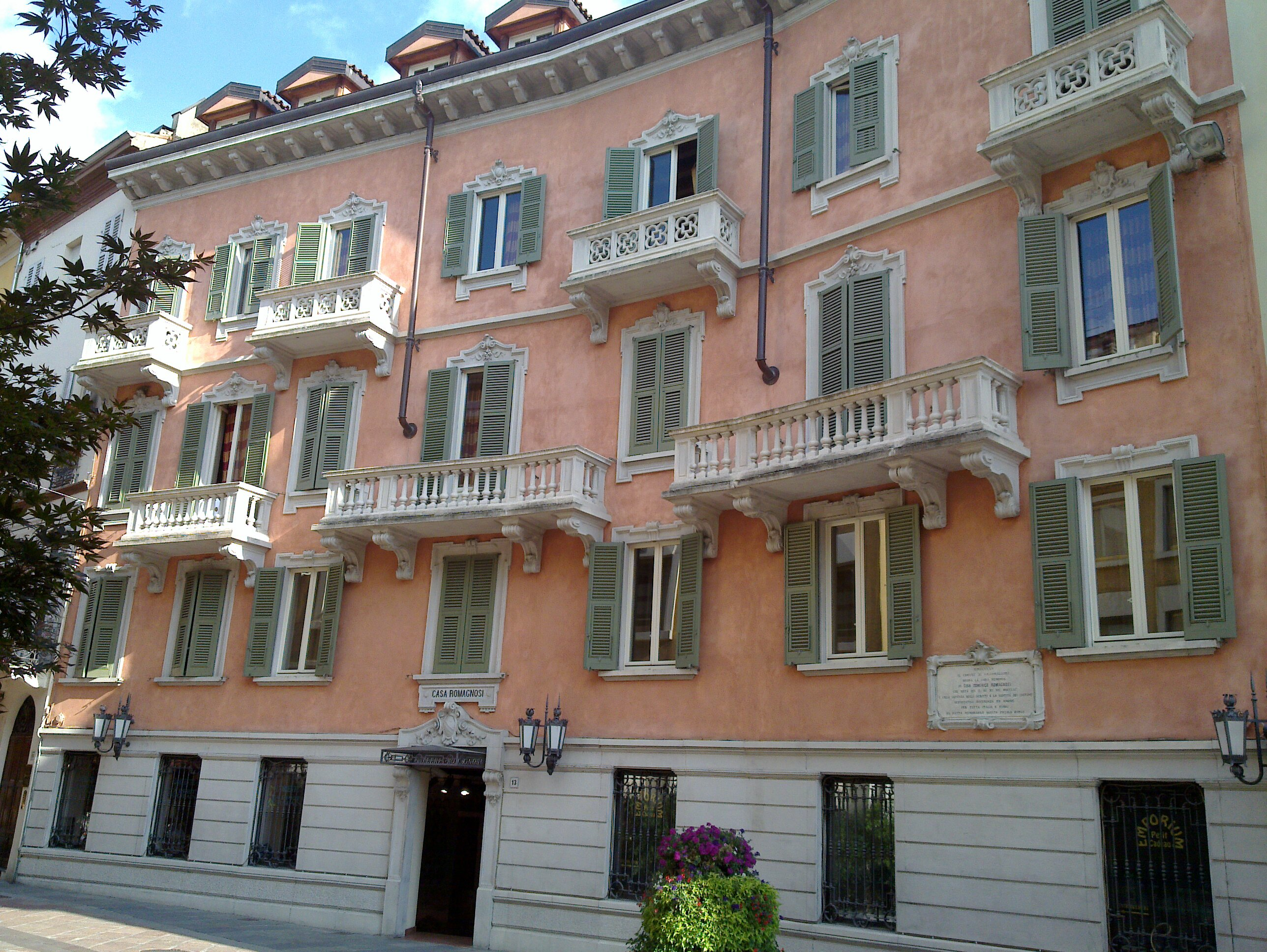
Geboortehuis van Gian Domenico Romagnosi
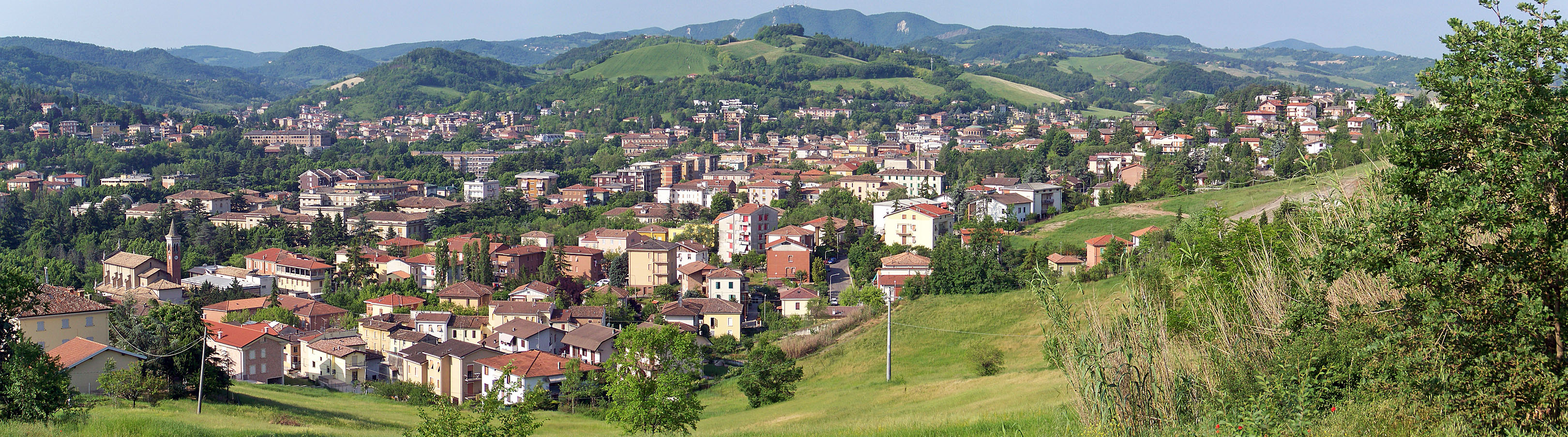
Uitzicht op Salsomaggiore

## Demografie
Salsomaggiore Terme telt ongeveer 8.657 huishoudens. Het aantal inwoners steeg in de periode 1991-2001 met 2,9% volgens cijfers uit de tienjaarlijkse volkstellingen van ISTAT.
| Jaar | Inwoneraantal |
| ---- | ------------- |
| 1991 | 17.406        |
| 2001 | 17.906        |

## Geografie
De gemeente ligt op ongeveer 157 m boven zeeniveau.
Salsomaggiore Terme grenst aan de volgende gemeenten: Alseno (PC), Fidenza, Medesano, Pellegrino Parmense, Vernasca (PC).